# Hümaşah Sultan (dcera Şehzade Mehmeda)
Hümaşah Sultan (1544–1592) byla osmanská princezna, dcera Şehzade Mehmeda. Byla vnučkou sultána Sulejmana I. a jeho legální manželky Hürrem Sultan.

## Biografie
Narodila se v roce 1540 nebo 1544 v Manise, kde její otec sloužil jako guvernér provincie. Hümaşah, někdy zmiňována jen jako Hüma, byla jeho jediným dítětem. Po otcově smrti v roce 1543 byla poslána do Istanbulu, kde byla svěřena do péče své babičky Hürrem Sultan. 
Stejně jako její sestřenice Ayşe Hümaşah Sultan, byla velmi oblíbená u svého dědečka, kterému často psala dopisy. Historikem M. Çağatay Uluçayem je považována za jednu z nejvíce vlivných žen v době vlády Sulejmana I. Nejspíše tomu bylo proto, že její otec, princ Mehmed, byl Sulejmanovým oblíbeným synem. 
Byla to právě ona, kdo v roce 1563 věnoval svému bratranci Şehzade Muradovi (pozdějšímu sultánovi Muradovi III.) konkubínu, z které se pak stala známá Safiye Sultan. 
Hümaşah byla provdána celkem třikrát:
- poprvé v roce 1566 za Damata Ferhada Pašu, třetího vezíra v letech 1564-1565. Porodila mu pět synů a tři dcery
- podruhé v roce 1575 za Lalu Mustafu Pašu, velkovezíra v roce 1580. Porodila mu jednoho syna.
- potřetí v roce 1581 za Damata Gaziho Mehmeda Pašu

Zemřela v Istanbulu buď v roce 1582 nebo mezi léty 1592-93 z neznámých důvodů. Byla pohřbena spolu se svým otcem a strýcem Cihangirem v princovské mešitě. 